# マウロ・ボロニーニ
マウロ・ボロニーニ （Mauro Bolognini、1922年6月28日 - 2001年5月14日） は、イタリア出身の映画監督、脚本家。監督したうちの3作品がカンヌ国際映画祭パルム・ドールにノミネートされた。

## 略歴
ピストイア出身。建築を学んでいたが、ルイジ・ザンパやイヴ・アレグレ、ジャン・ドラノワといった監督たちのアシスタントとして映画界で働くようになる。

## 主な作品
- 若い夫たちGiovani mariti (1958)
- 狂った夜 La notte brava (1959)
- 汚れなき抱擁 Il bell'Antonio (1960)
- 狂った情事 La giornata balorda (1961)
- ビアンカ La viaccia (1961)
- 堕落 La corruzione (1963)
- バンボーレ Le bambole (1965)
- 華やかな魔女たち Le streghe (1967)
- 愛すべき女・女たち Le Plus vieux métier du monde (1967)
- 彼女と彼 L'assoluto naturale  (1969)
- さらば恋の日 Un bellissimo novembre (1969)
- わが青春のフロレンス Metello (1970)
- 愛すれど哀しく Bubù (1971)
- 哀しみの伯爵夫人 Fatti di gente perbene  (1974)
- 沈黙の官能 L'eredità Ferramonti (1976)
- 椿姫 La storia vera della signora dalle camelie (1981)
- 薔薇の貴婦人 La venexiana (1986)
- さらばモスクワ Mosca addio (1987)
- 金曜日の別荘で La villa del venerdì (1991)